# Izmaił (stacja kolejowa)
Izmaił (ukr. Ізмаїл) – stacja kolejowa w miejscowości Izmaił, w rejonie izmailskim, w obwodzie odeskim, na Ukrainie. Stacja krańcowa linii z Odessy.
Od stacji odchodzą bocznice do portu rzecznego Izmaił.

## Historia
Stacja powstała w 1941, w okresie sowieckiej okupacji miasta. Latem 2014 uruchomiono pociąg relacji Kijów - Izmaił. Był to pierwszy w historii kolei ukraińskich skład obsługiwany przez prywatnego przewoźnika. Ze względów ekonomicznych zakończył on kursowanie 27 sierpnia 2014.

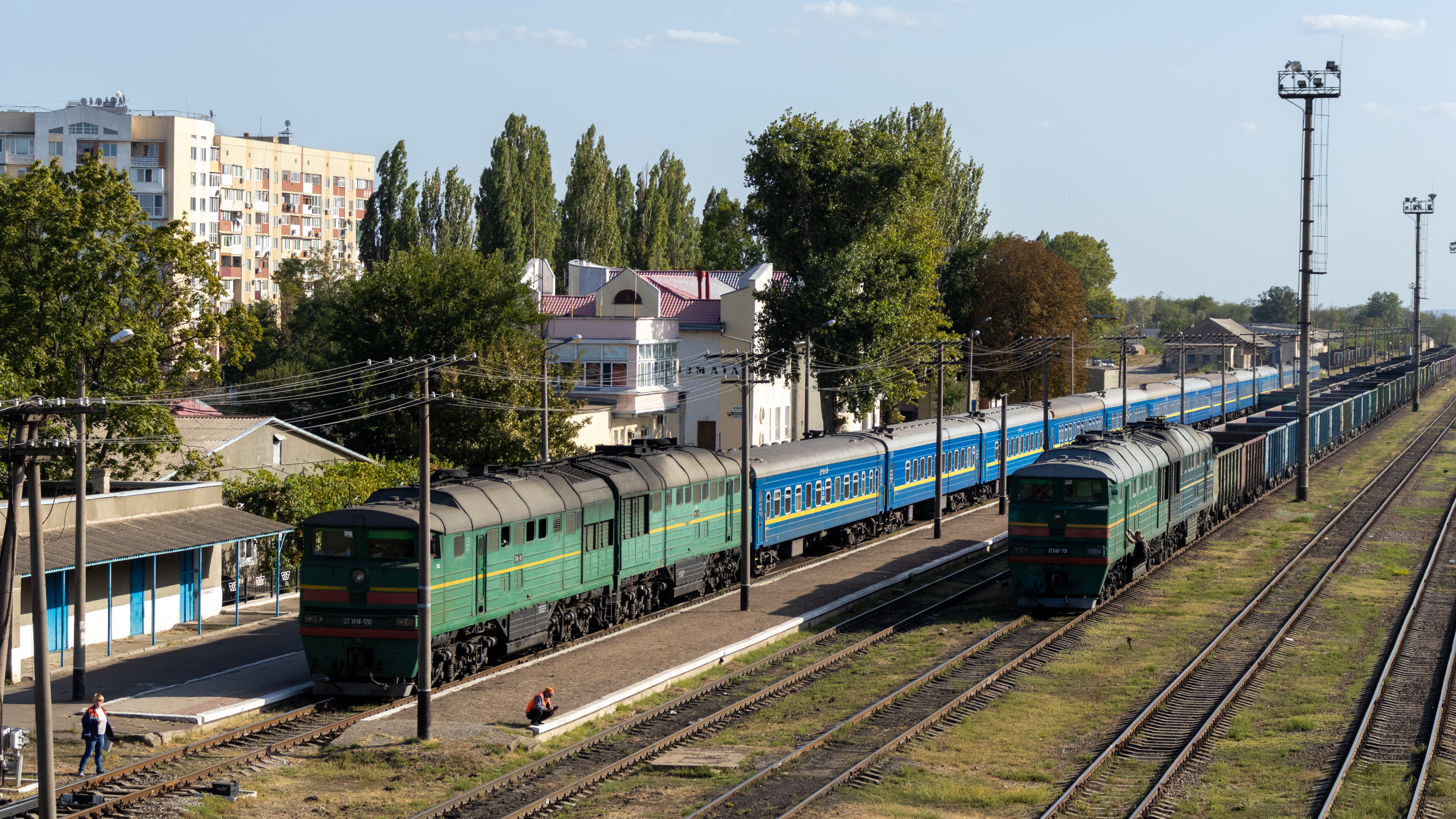
widok w kierunku końca linii
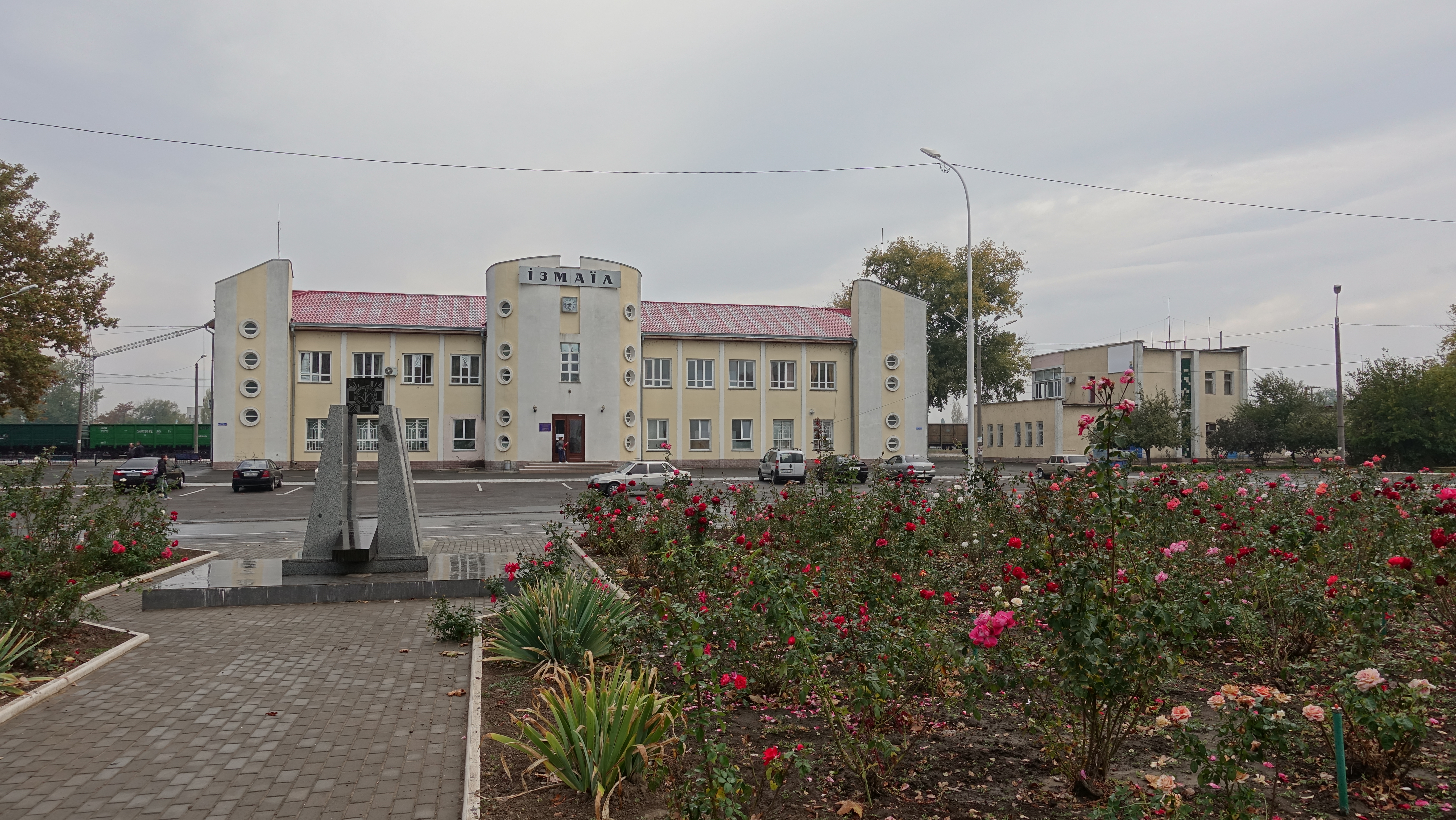
dworzec od strony miasta
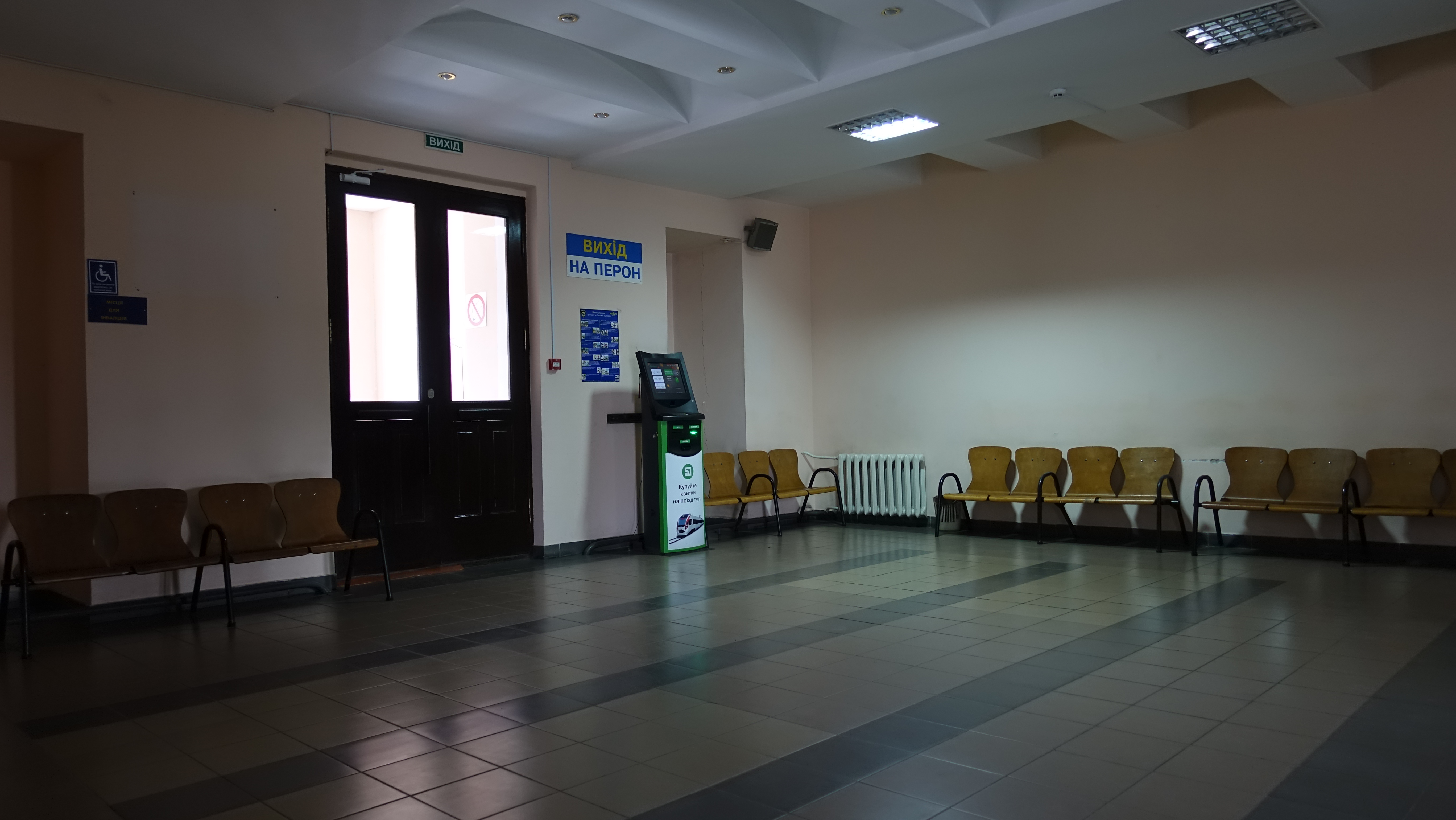
poczekalnia